# オイス山
オイス山（Oiz）は、スペイン・バスク州ビスカヤ県の山。イベリア半島北部のバスク山脈にある。

## 概要

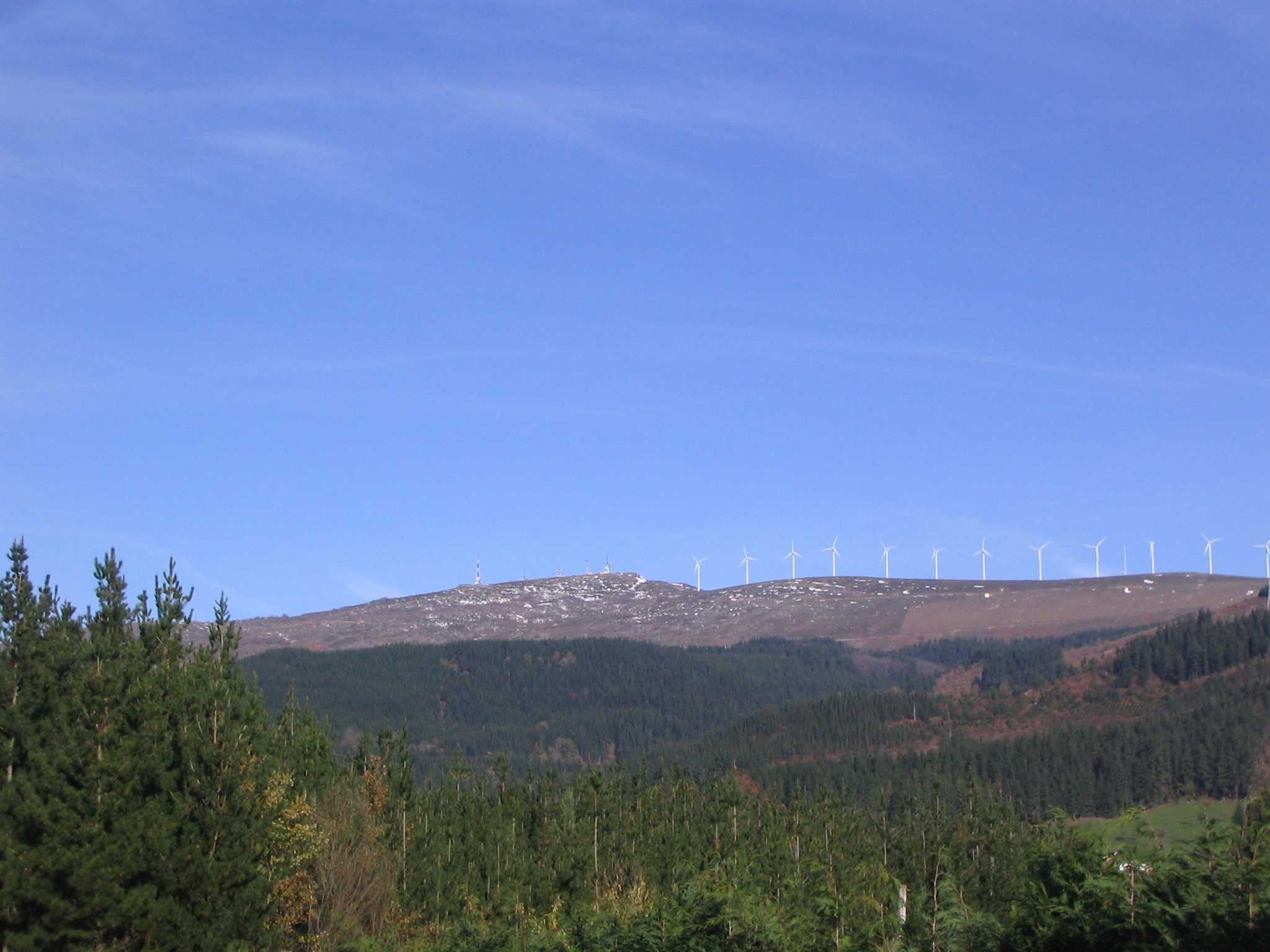
オイス山を南側から見たところ。風力発電用風車が林立している。

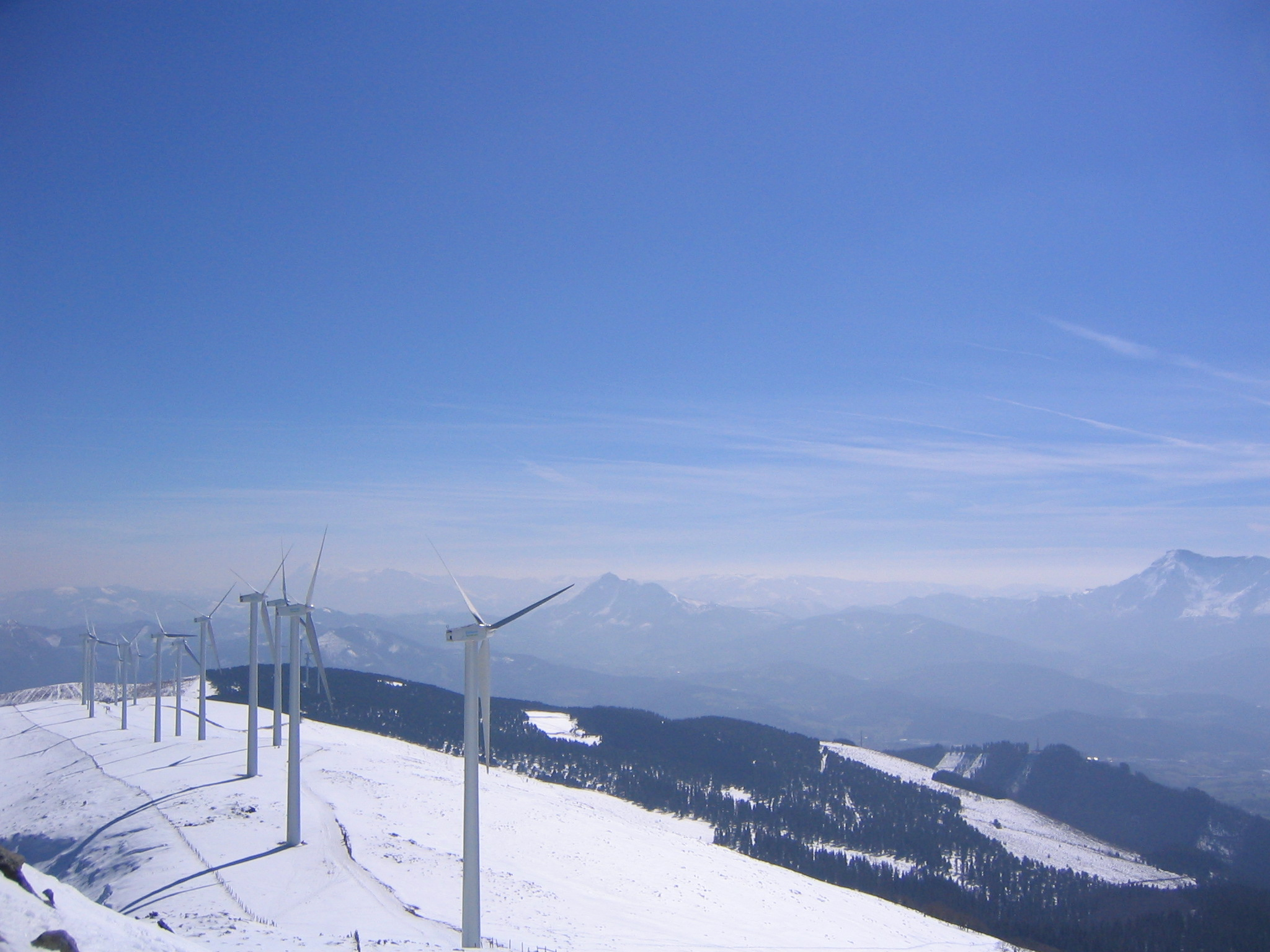
オイス山に立ち並ぶ風力発電用風車。

オイス山は北緯43度13分43秒、西経2度35分24秒にある。頂上の標高は1026メートル（約3千フィート）で冬期には積雪が観測されることもある。山からはオイス川が流れ出している。この付近はカンタブリア山脈の一部でバスク山脈と呼ばれる山がちな地域である。ビスケー湾までの距離は約18km。

## 事故
1985年2月19日にはオイス山で旅客機墜落事故が起きて148人が死亡した。墜落原因はパイロットの人為的なミスにあった（機体の問題ではなかった）と結論付けられている。当時パイロットが使用していた地図にはオイス山の存在が記載されていなかったという。旅客機は当時オイス山に立っていた高さ約30メートルのテレビ放送用アンテナに激突。そのままオイス山の北側斜面に墜落した。生存者はいなかった。

## 風力発電所
オイス山に林立する風力発電用風車は高さ52 m。1基当りの出力850 kW。